# Kemer
Kemer är en stad som ligger på Turkiets sydkust cirka 40 km sydväst om Antalya. Från att ha varit en liten fiskeby har Kemer växt till att bli en av de största turistorterna i Turkiet. Kemer har 36 000 invånare.